# Teratornithidae
Teratornithinae
Famille
Sous-famille
Genres de rang inférieur
- † Teratornis
- † Aiolornis
- † Argentavis
- † Cathartornis
- † Oscaravis
- † Taubatornis

La famille des Teratornithidae (parfois considérée comme une sous-famille, les Teratornithinae), regroupe des grands oiseaux de proie, ayant vécu entre l'Oligocène supérieur et le Pléistocène supérieur. Toutes les espèces de la famille sont éteintes.

## Taxonomie
Au moins sept espèces réparties en six ou sept genres ont été identifiées sur la base des fossiles découverts.
- Aiolornis incredibilis[1] : précédemment classé dans le genre Teratornis, cette espèce est assez mal connue, seul quelques os des ailes et des fragments ont été répertoriés dans des sites de Californie et du Nevada. Ces fossiles ressemblent très fortement à ceux de Teratornis merriami, mais sont tous 40% plus grands : ce qui permet d'estimer une envergure de 5,5 m et un poids de 23 kg. Ils ont été découverts dans des couches datant du Pliocène jusqu'à la fin du Pléistocène. Cela représente une amplitude temporelle très importante et permet de douter que tous appartiennent bien à la même espèce.
- Argentavis magnificens[2] : La découverte d'un squelette partiel à La Pampa en Argentine a permis de décrire A.magnificens, sans doute l'un des plus grands oiseaux volant ayant jamais existé avec une envergure estimée entre 6m et 8m et un poids qui a pu atteindre les 80 kg. L'espèce aurait vécu à la fin du Miocène, soit il y a entre 6 et 8 millions d'années, elle est l'une des rares espèces de cette famille présentes en Amérique du sud. Les fossiles découverts comprennent un morceau de crâne, un bout d'humérus et divers os des ailes.
- Cathartornis gracilis[3] : cette espèce n'est connue que par quelques fossiles d'os de pattes découverts sur le site de La Brea. Ces os sont légèrement plus courts et nettement moins épais que ceux de T. merriami, indiquant un aspect plus frêle.
- Taubatornis campbelli[4] : c'est la plus ancienne des espèces de la famille découvertes à ce jour, datant d'une période comprise entre la fin de l'Oligocène et le début du Miocène.
- Teratornis
  - Teratornis merriami [3] : c'est la mieux connue des espèces grâce à plus d'une centaine de spécimens découverts principalement dans les lacs de goudron de La Brea. Il aurait mesuré 75 cm de haut et pesé environ 15 kg pour une envergure comprise entre 3,30 et 3,60 m. Il disparait à la fin du Pléistocène, il y a environ 10 000 ans.
  - Teratornis woodburnensis[5] : Un spécimen partiel a été découvert dans l'Oregon, sur le site de Legion park à Woodburn (d'où son nom). Il est connu par un humérus, des morceaux de crâne, de bec, de sternum et des vertèbres. Ces restes permettent d'estimer une envergure dépassant les 4 m. Ces fossiles ont été découverts dans une couche riche en restes de mastodontes, paresseux géants et condors, elle date du Pléistocène supérieur, il y a 11 à 12 000 ans.

## Description

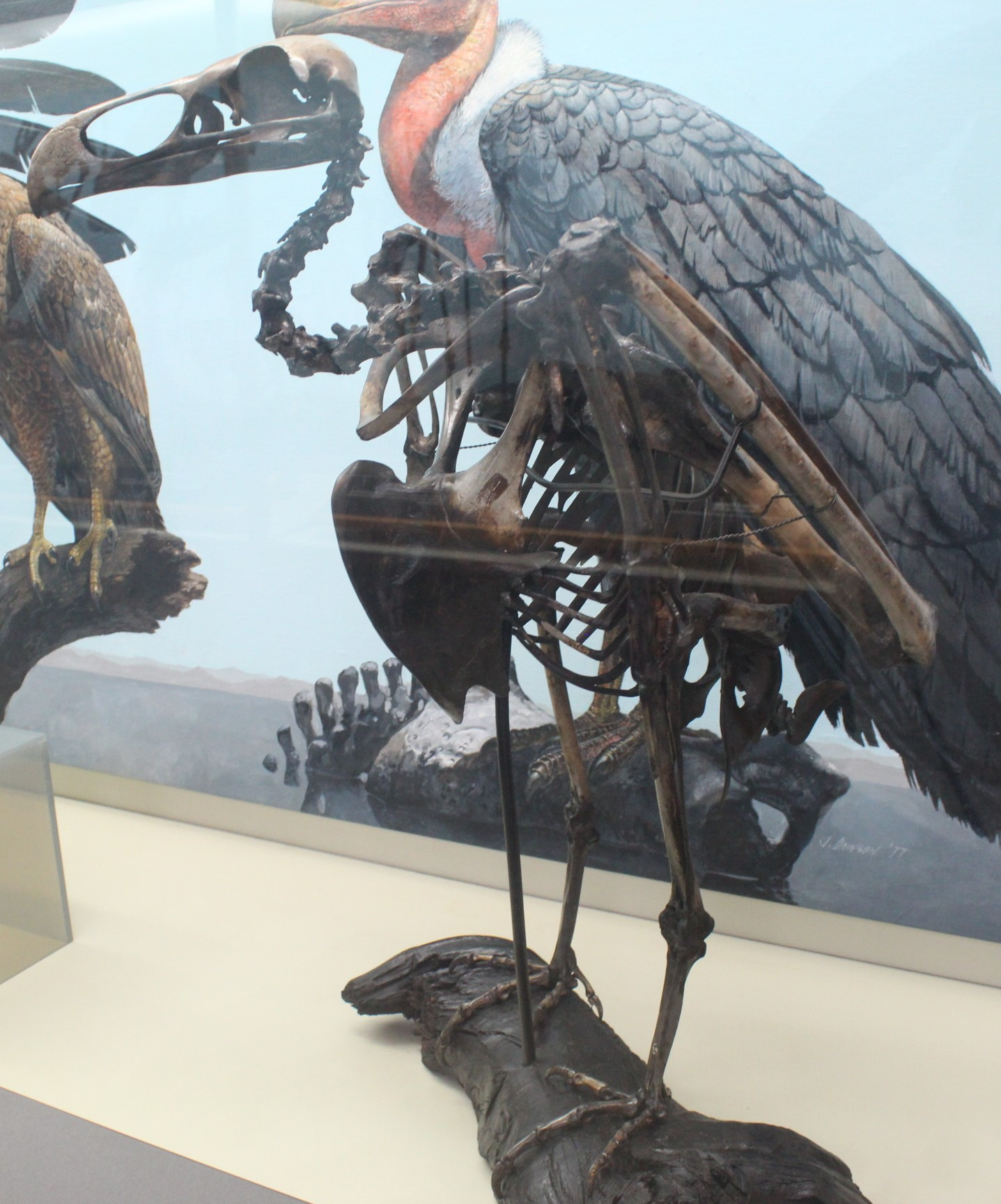
squelette de "Teratornis merriami", exposé au musée de La Brea

Malgré leur taille importante, il est très vraisemblable que les Teratornithidae pouvaient voler, en effet des marques d'attaches de plumes permettant le vol ont été identifiées sur les os des ailes d'Argentavis.
Originellement, les Teratornithidae ont été décrits comme des nécrophages, équivalents préhistoriques de vautours géants, très semblables à des condors. Cependant la taille et la forme de leurs becs est plus proche de celle d'aigles ou d'autres prédateurs actifs. Selon toutes probabilités, ces gigantesques rapaces avalaient leurs proies entières, par exemple, Argentavis aurait techniquement pu avaler d'un seul coup une proie de la taille d'un lièvre. Bien qu'ils aient pratiqué la nécrophagie, comme le montre la présence de spécimens dans les mares de goudron de La Brea, les Teratornithidae devaient être principalement des chasseurs. De ce fait leur tête devait être couverte de plumes, à l'inverse des vautours dont les têtes et cous déplumés sont des adaptations à la nécrophagie.